# Itzehoe
Itzehoe (pronunciación en alemán: /ɪt͡səˈhoː/ⓘ) es una ciudad en el norte de Alemania, en el estado federado de Schleswig-Holstein. Hasta el siglo X había un pequeño castillo, y en 1238 recibió el fuero de ciudad. Es la capital de la región de Steinburg (castillo de piedra).
Hoy cuenta con cerca de 34.000 habitantes en 28 km², pero es el centro de economía para unos 100.000 habitantes de la región. Su altitud es 22 m, el clima templado.

## Otros datos
Situación geográfica: 53°55' N, 9°31' O

Código postal: 25501-25524

Referencia de matrícula: IZ

Prefijo: ++49 (0)4821